# Toma Tomov
Toma Vassilev Tomov (ur. 8 kwietnia 1953, zm. 9 sierpnia 2019) – bułgarski astronom zamieszkały w Polsce, dr hab.

## Życiorys
Studiował astronomię na Uniwersytecie w Sofii, 24 lutego 2003 habilitował się na podstawie pracy zatytułowanej Szybkie wpływy materii w gwiazdach symbiotycznych i układach pokrewnych. Został zatrudniony na stanowisku profesora nadzwyczajnego w Centrum Astronomii na Wydziale Fizyki, Astronomii i Informatyki Stosowanej Uniwersytetu Mikołaja Kopernika w Toruniu.